# Palazzo Budini Gattai
Palazzo Budini Gattai, già palazzo Grifoni, è un edificio storico del centro di Firenze, situato in via de' Servi 51, angolo piazza Santissima Annunziata.
Il palazzo appare nell'elenco redatto nel 1901 dalla Direzione Generale delle Antichità e Belle Arti, quale edificio monumentale da considerare patrimonio artistico nazionale.

## Storia

### Preesistenze

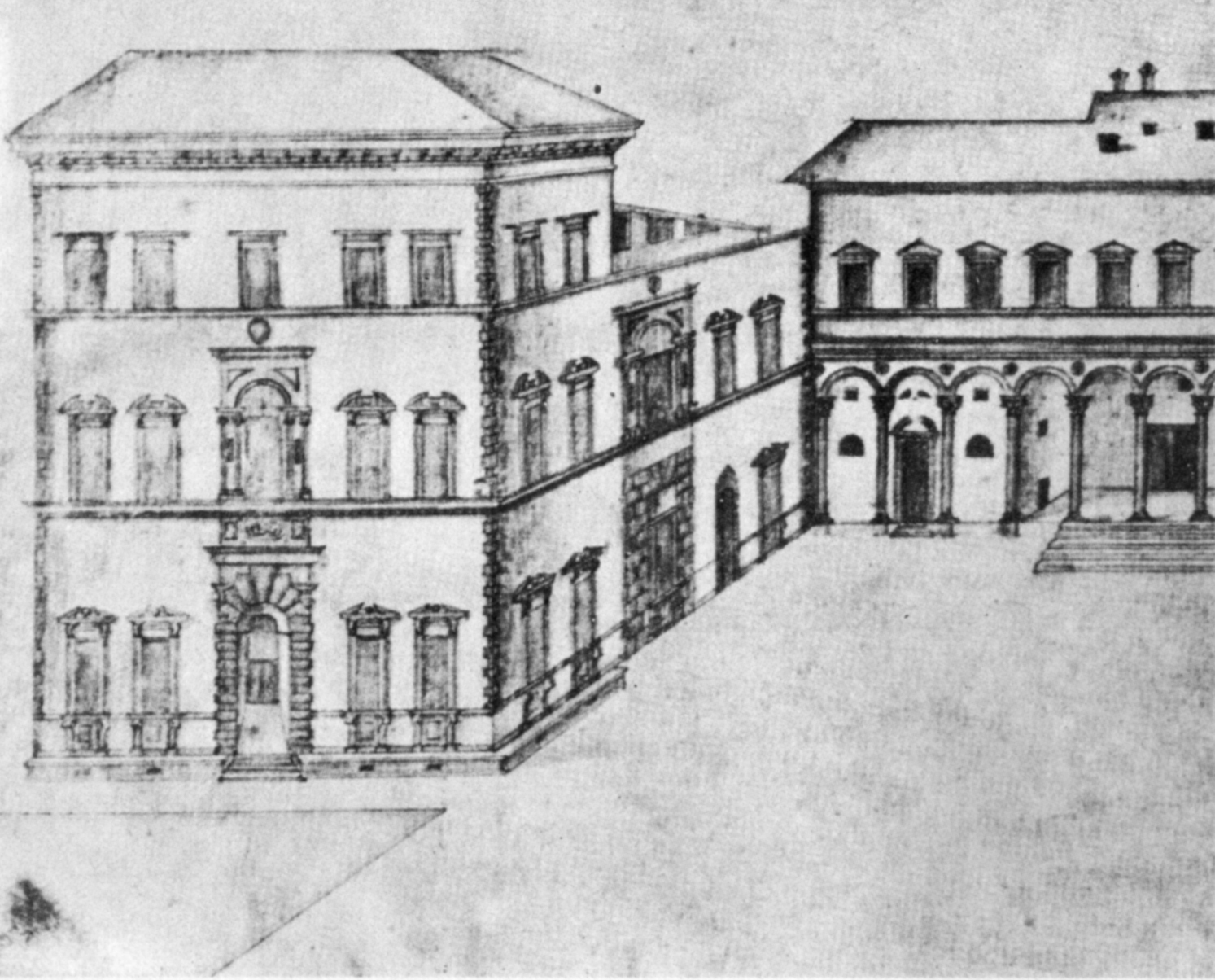
Veduta di palazzo Grifoni incompleto nel XVI secolo

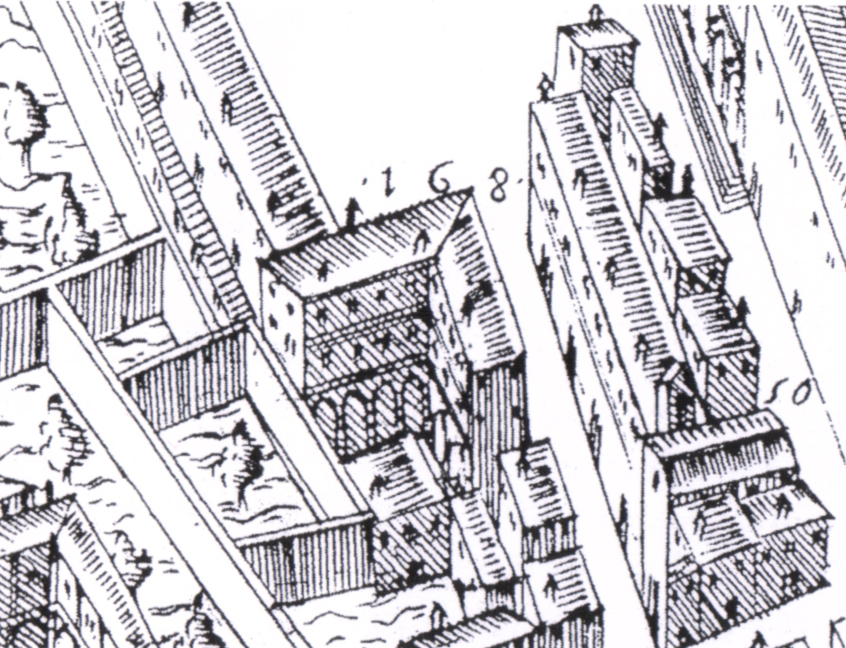
Il palazzo "dell'Altopascio" nella carta del Buonsignori (1584)

Anticamente in questo sito esistevano alcuni terreni che dal 1250 appartenevano all'ordine dei Servi di Maria, domiciliati nell'antistante basilica della Santissima Annunziata: qui si tenevano già anticamente la festa della Rificolona, dove si omaggiava la Madonna con una lanterna accesa tenuta legata a una canna, e i festeggiamenti per l'Annunciazione che avevano luogo per il capodanno fiorentino, il 25 marzo.
Risale al 1464 la decisione del priore generale dell'ordine di vendere alcuni terreni a cittadini che volessero edificarvi palazzi, e fu Antonio di Puccio Pucci ad acquistarlo per costruirvi cinque case, delle quali solo quella in posizione angolare fu effettivamente edificata. I servi di Maria, vedendo che i patti per la costruzione degli edifici non venivano rispettati, si riappropriarono dei terreni e affittarono l'unica casa a Roberto de' Ricci.

### La fabbrica dell'Ammannati
Ugolino di Jacopo Grifoni, detto "'l'Altopascio", il segretario del duca Cosimo I de 'Medici, che aveva acquisito recentemente abbastanza ricchezze, comprò nel 1549 la casa che si trovava in quell'isolato, al fine di demolirla e sostituirla con un edificio che desse lustro alla sua famiglia, rafforzando la sua ascesa politica.

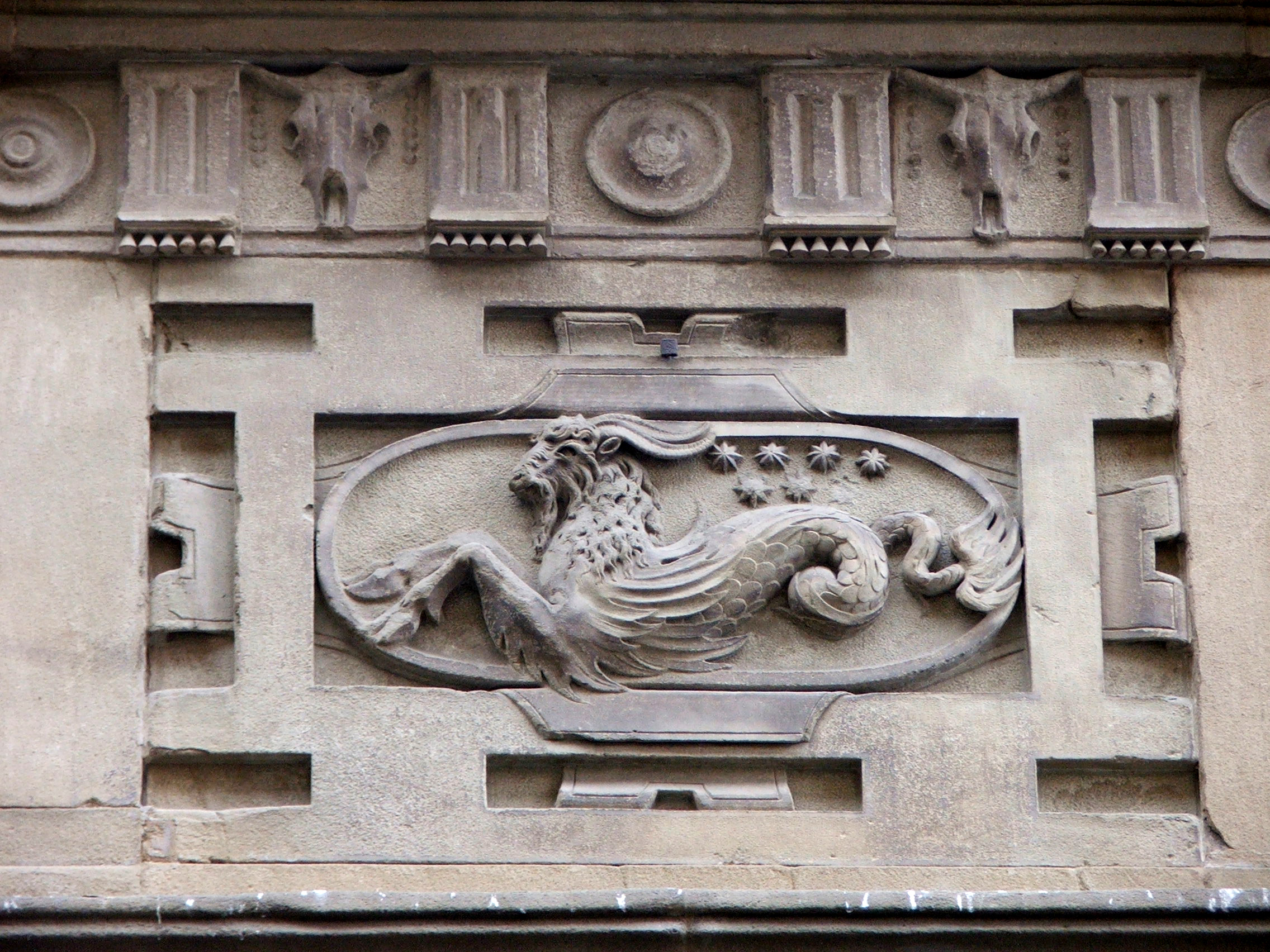
Il Capricorno, dettaglio su via dei Servi

Il progetto iniziato da Giuliano di Baccio d'Agnolo nel 1563 (lo stesso architetto responsabile del palazzo di Famiglia a San Miniato) e fu proseguito alla sua morte da Bartolomeo Ammannati (nonostante una parte della letteratura, sulla base di quanto riferito da Giovanni Cinelli, lo riferisca erroneamente a Bernardo Buontalenti) il quale probabilmente si occupò anche del progetto del giardino, fino al 1574. Pare che l'Ammannati avesse tratto ispirazione da alcuni progetti che Michelangelo Buonarroti aveva eseguito per case della sua famiglia.
La storia della sua costruzione, comunque complessa e che chiama in causa anche altre personalità, è stata così riassunta da Mazzino Fossi: all'origine sarebbe "un primo progetto di Giuliano di Baccio d'Agnolo di cui il disegno n. 3454 del gabinetto Disegni e Stampe degli Uffizi è un rilievo dell'Ammannati. La costruzione del palazzo (forse abbandonata al piano terreno) ebbe inizio nel 1557. Nel 1563 l'Ammannati fu incaricato della trasformazione e continuazione dell'opera e certamente compì il piano terreno e tutta la facciata verso la piazza oltre il cortile. A Buontalenti sarebbe da far risalire la continuazione dell'opera, forse con una certa libertà, comunque sulla base del progetto dell'Ammannati (si vedano le finestre del primo piano e il portale su via dei Servi). Alla parte scultorea probabilmente partecipò il Giambologna. Il palazzo nacque a due piani, il terzo fu aggiunto fra il XVII e il XVIII secolo. Nell'interno non vi è più traccia dei camini e delle porte secondo i disegni dell'Ammannati alla Riccardiana. Il loggiato incompleto e trasformato è da porsi in diretto raffronto con il cortile dell'Ammannati a Santo Spirito".
Nel 1574 il palazzo poteva dirsi terminato, anche se sul lato della piazza non aveva una forma cubica, ma il secondo piano si interrompeva dopo la seconda finestra. Solo nel 1772 Pietro Grifoni commissionò i lavori che diedero al palazzo la forma attuale. Nell stesso periodo il giardino venne ingrandito e la fontana cinquecentesca fu spostata e sostituita con una a parete dove fu collocata la statua di Venere.

### Vicende successive

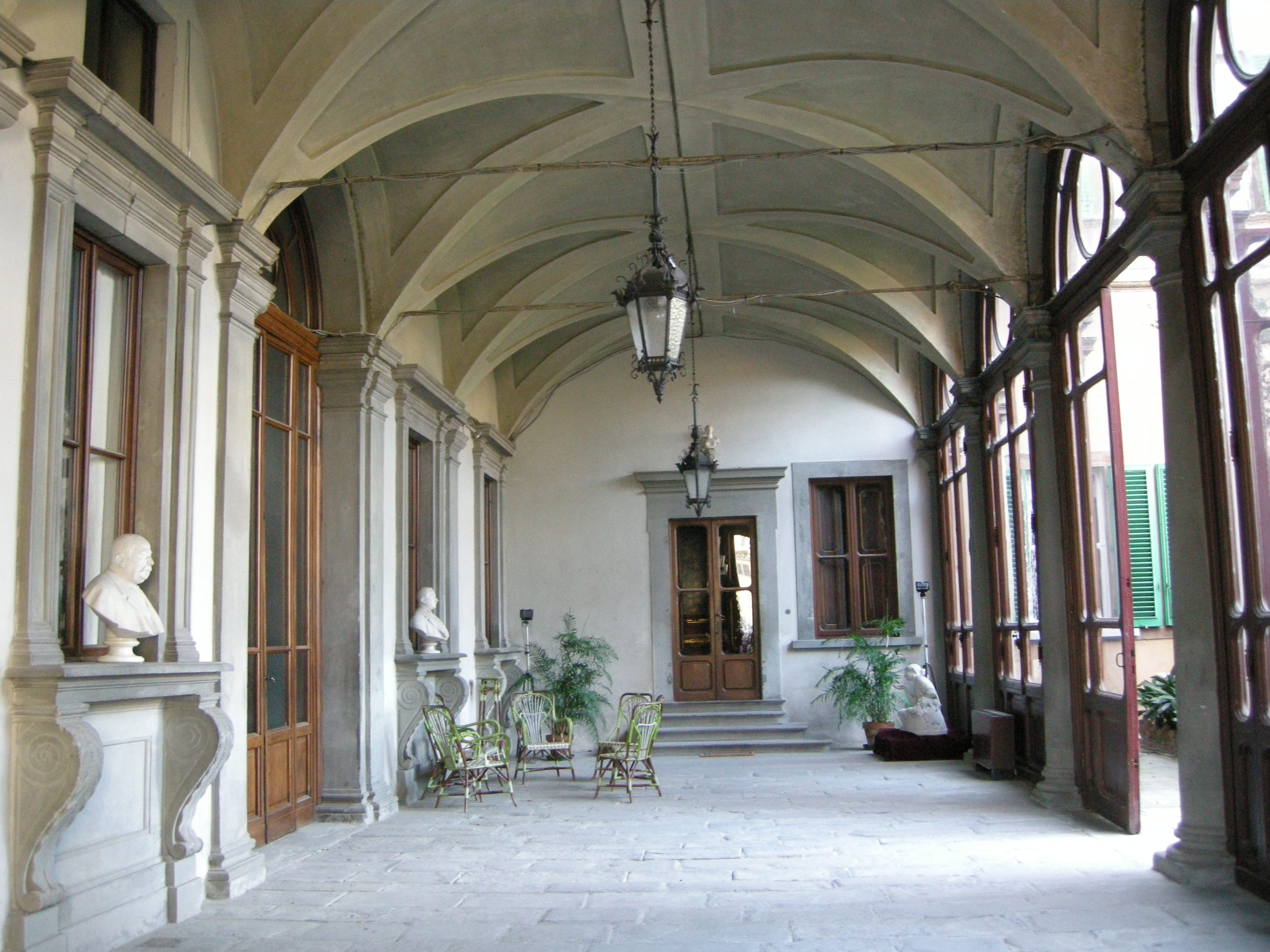
La loggetta sul giardino

Tra il 1710 e il 1772 sono documentati interventi di rinnovamento e ampliamento della proprietà, che videro tra l'altro il completamento della facciata sulla piazza (prima interrotta al secondo asse del secondo piano) e la decorazione pittorica della cappella (1740 ca.) affidata a Giovanni Domenico Ferretti. La fabbrica, passata nell'anno 1800 dai Grifoni ai Riccardi (per estinzione della famiglia), fu abitata nel 1832 da Carolina Bonaparte vedova Murat. Pervenne nel 1847 ai Mannelli in via ereditaria, dai quali passò agli Antinori e, nel 1889 ai Budini Gattai.
In particolare fu il cavalier Leopoldo Gattai (più o meno nello stesso periodo in cui suo fratello Gaetano acquistava il palazzo Wilson-Gattai) e suo genero Francesco Budini che, poco dopo l'acquisto, promossero un rinnovamento del palazzo diretto dall'architetto Giuseppe Boccini (1891-1892). Nel corso dei lavori venne creato uno scalone monumentale, venne ripristinata la panca da via, vennero rifatte in gran parte le strutture in pietra e lo stemma dei Grifoni. Inoltre furono completati il fregio a maschere del secondo piano e quello sotto il cornicione, rimasti incompiuti fin dai tempi della costruzione. Risalgono a questo cantiere anche le decorazioni pittoriche dello scalone a due rampe e degli ambienti del piano nobile, che ancora oggi rappresentano uno degli esempi più significativi del gusto abitativo dei ceti dirigenti fiorentini attorno al 1900.
Nel 1970 nel palazzo pose la propria sede il primo Governo regionale della Toscana che quivi è rimasto fino alla fine del secolo XX, come Giunta provinciale e Presidenza della Regione Toscana. Nell'atrio del palazzo l'evento è ricordato da una lapide in marmo del Monte Altissimo sormontata da una scultura di cavallo alato, il Pegaso simbolo della Regione.
Dopo essere stato sede di alcuni uffici della Regione Toscana, dal marzo 2010 all'aprile 2024 il palazzo ha ospitato negli ambienti del piano nobile la fototeca del Kunsthistorisches Institut in Florenz.
I Budini-Gattai sono a tutt'oggi i proprietari del complesso (e anche dell'attiguo Loggiato dei Servi di Maria), che viene affittato per convegni ed eventi speciali.

## Descrizione

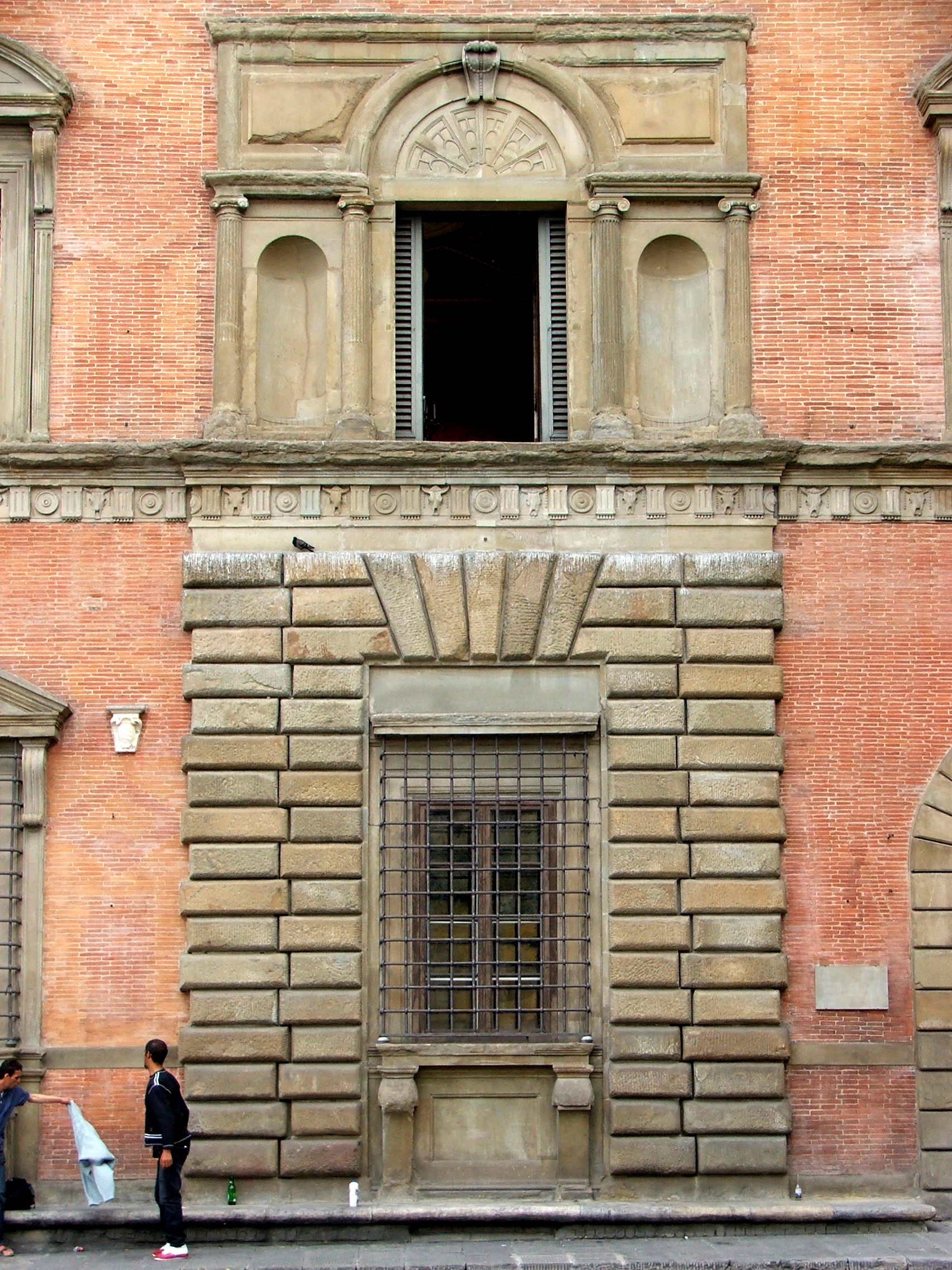
Pseudo-portale su piazza Santissima Annunziata

### Esterno
La facciata si presenta organizzata su tre piani, serrati fra robuste bugnature angolari e suddivisi da ornati e fregi marcapiano, decorati al livello inferiore da triglifi e metope con bucrani e pàtere, al livello mediano da maschere teatrali e a quello del cornicione da grifoni, in omaggio al committente. Il paramento murario esterno è in mattoni a vista, rappresentando un esemplare quasi unico a Firenze dove l'uso del laterizio, soprattutto in un edificio monumentale, non si era mai affermato: tale soluzione progettuale è generalmente attribuita al soggiorno di Ammannati a Roma dove erano stati eseguiti alcuni importanti edifici in laterizio a vista, come palazzo Farnese e villa Giulia spesso con motivi decorativi policromi. Anche nel palazzo Grifoni, proprio nella fase costruttiva riferibile ad Ammannati (1563-1573), furono utilizzate losanghe, motivi circolari e rettangolari ottenuti con lo slittamento dei giunti o con l'uso di mattoni rossi alternati a mattoni color ocra, anche se alcune reintegrazioni ottocentesche hanno alterato e reso illeggibile il tessuto delle decorazioni.. Da segnalare inoltre il ricco cornicione terminale a mensole con un bel fregio, e le ugualmente belle finestre a timpano e piattabanda. Il portale ad arco è incorniciato da una raggiera, oltre la quale è un'alta fascia con decorazioni encomiastiche con i simboli di Cosimo I (il capricorno, la tartaruga con la vela), oltre la quale si apre una finestra a serliana, con colonne ioniche scanalate, sovrastata dallo stemma della famiglia Grifoni.
La facciata sulla piazza, dotata nel progetto originario di un portale poi non realizzato e sostituito da una finestra inginocchiata e incorniciata da un ampio bugnato, composto da una piattabanda e due file di bugne orizzontali per lato, coi giunti ritmicamente sfasati, che creano una movimentata linea spezzata; ripropone inoltre al primo piano il tema della serliana, che incornicia un'unica apertura ad arco tra due spazi nicchie incorniciate da semicolonne e architravi; il tutto racchiuso in una mostra rettangolare di pietra, animata nella parte superiore da una profilatura interna speculare e cornice superiore.
"È un edificio di solida architettura, coi vuoti felicemente spaziati nelle compatte superfici murali, con originali e composti motivi decorativi (tipico il pannello sul portale in via dei Servi, eseguito con la tecnica della scultura in legno), ma anche con qualche sconcertante incoerenza, come la composizione centrale del fronte sulla piazza, che sembra l'avanzo di una fabbrica scomparsa, lì applicato per conservarne il ricordo. Altra stranezza si riscontra nelle finestre delle due facciate, i cui timpani differiscono fra loro per particolari non percettibili a prima vista" (Chierici).

### Interno
All'interno spiccano lo scalone a due rampe e le decorazioni pittoriche negli ambienti del piano nobile realizzate da un team di artisti sovrinteso da Augusto Burchi nel 1891-1894 circa. Tra i giovani assistenti del Burchi figuravano le giovani promesse Giulio Bargellini (autore tra l'altro del fregio del salone) e Galileo Chini (che qui lasciò la prima opera individuale della sua carriera, il finto arazzo al centro della volta del salone).

### Giardini

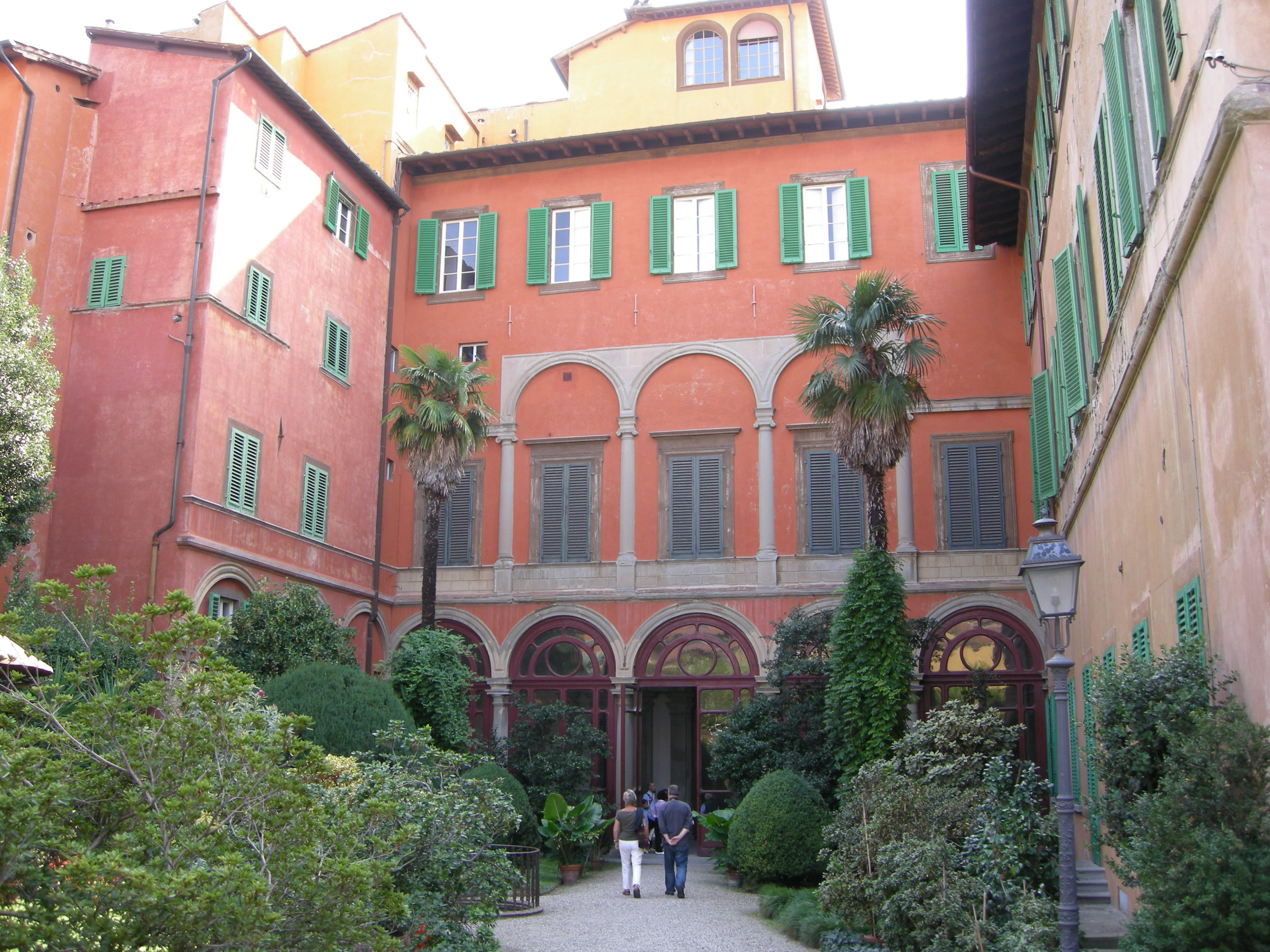
Controfacciata sul giardino

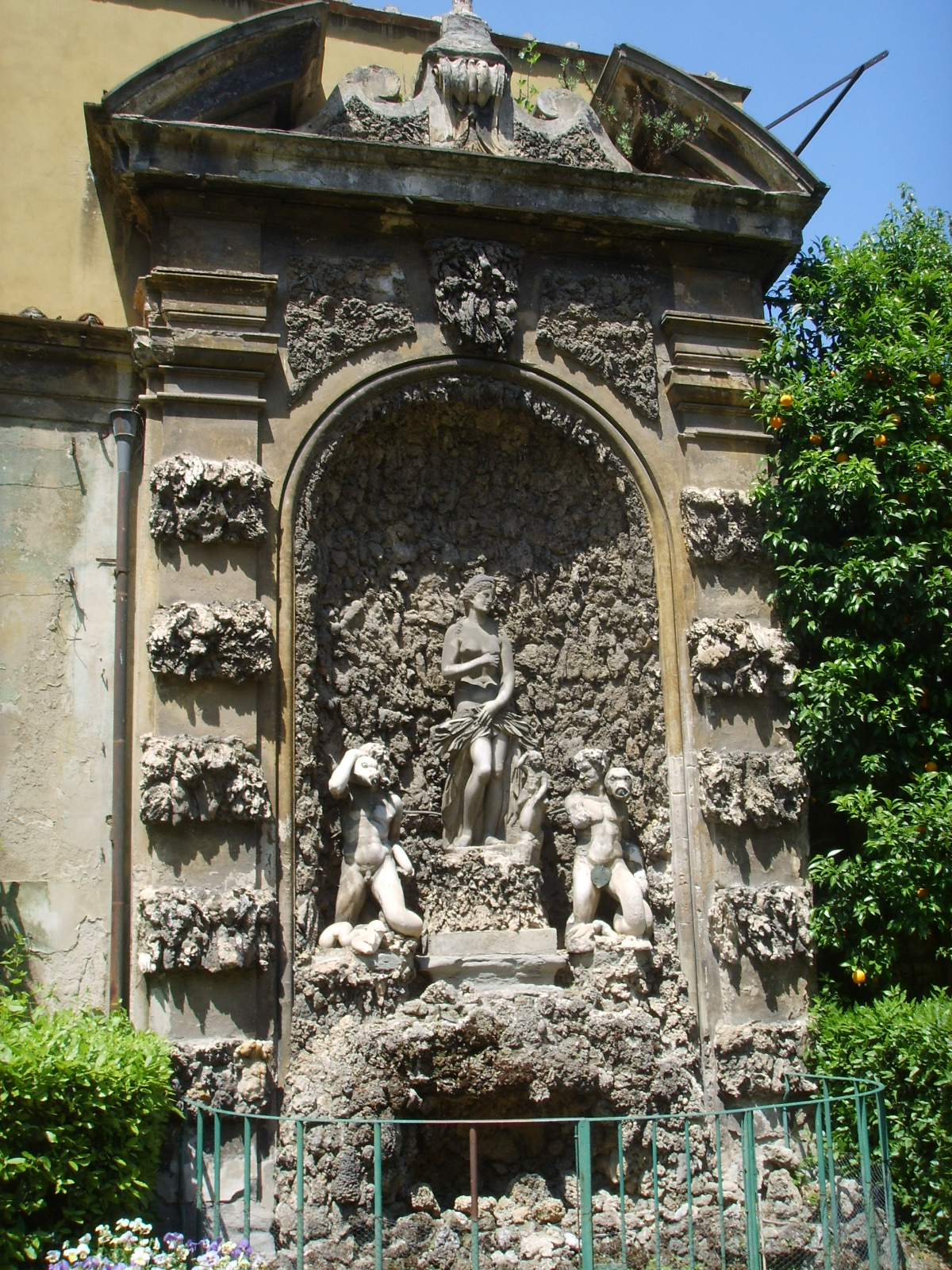
La fontana manierista

La facciata verso il cortile mostra al primo piano tre archi tamponati a tutto sesto su semicolonne con capitelli ionici, nel colore tipico della pietra serena che spiccano sul laterizio rossiccio. Questa loggia superiore è una reinvenzione libera del motivo della serliana, presente anche in un'altra opera dell'Ammannati, cioè uno dei chiostri della basilica di Santo Spirito.
Di notevole rilievo anche il giardino all'italiana interno, probabilmente definito nella struttura già attorno al 1573 e quindi sempre riconducibile a un progetto di Bartolomeo Ammannati.
Anticamente il giardino era rinomato per il suo corredo scultoreo. L'attuale giardino, ulteriormente modificato alla fine dell'XIX secolo si presenta attualmente sistemato con aiuole curvilinee e ospita belle collezioni di camelie e azalee dalle splendide fioriture primaverili.
Peculiare è la fontana cinquecentesca ricostruita nel Settecento sulla parete laterale e impreziosita da concrezioni spugnose e dalle statue manieriste di Venere e i mostri marini, dello scultore Giovanni Bandini, documentate come commissionate dal Grifoni. Un tempo faceva parte del gruppo anche un Giasone
Altri elementi decorativi del giardino sono la serra in ferro e vetro risalente al 1892 circa, il boschetto di banani e il cosiddetto "Monumento all'albero scomparso" realizzato nel 1908 in ricordo di un esemplare secolare di Laurus camphora seccatosi durante l'inverno.
L'alloro delinea il muro di cinta del giardino, mentre le siepi sono delimitate dal bosso. Nella serra è collocata una fontana rivestita da spugne e conchiglie e forse opera dell'Ammannati.

## La finestra sempre aperta
Esiste una curiosa leggenda di fantasmi sulla stanza che corrisponde all'ultima finestra di destra dell'ultimo piano, circa una nobildonna che da lì aspettava il ritorno del suo amato partito per la guerra, seduta a cucire su una panca accanto alla finestra. L'uomo non fece mai ritorno e la donna rimase attaccata a quella stanza e alla vista da quella finestra finché non morì. Portando via il suo corpo dopo il decesso qualcuno provò a chiudere la finestra, ma si scatenò un putiferio che costrinse i parenti a riaprire la finestra e da allora sarebbe sempre stata mantenuta almeno socchiusa, con le persiane alzate per permettere di guardare sempre la piazza.
All'origine della leggenda può esserci stata la fantasia accesa dal punto verso cui rivolge lo sguardo la statua equestre di Ferdinando I de' Medici collocata davanti al palazzo, che si dice coincidesse con la finestra della camera di una donna di Casa Grifoni amata clandestinamente, obbligata dal marito a tenere sempre la finestra chiusa. Si tratta solo di una leggenda, perché come dimostra un disegno quella parte del palazzo fu ultimata solo nel Settecento. Fu forse in quel periodo che nacque la leggenda, fondendosi con la storia di Lisabetta Capponi, moglie di Pier Gaetano Grifoni, che suscitò gli omaggi amorosi, tra gli altri, di Horace Walpole, il gentiluomo inglese che spesso ricorda la bella "grifona" nella sua corrispondenza con Horace Mann.
Qualunque sia l'origine della leggenda e qualsiasi pezzo di realtà contenga o meno, effettivamente la finestra in questione ha sempre almeno una persiana socchiusa.

## Bibliografia

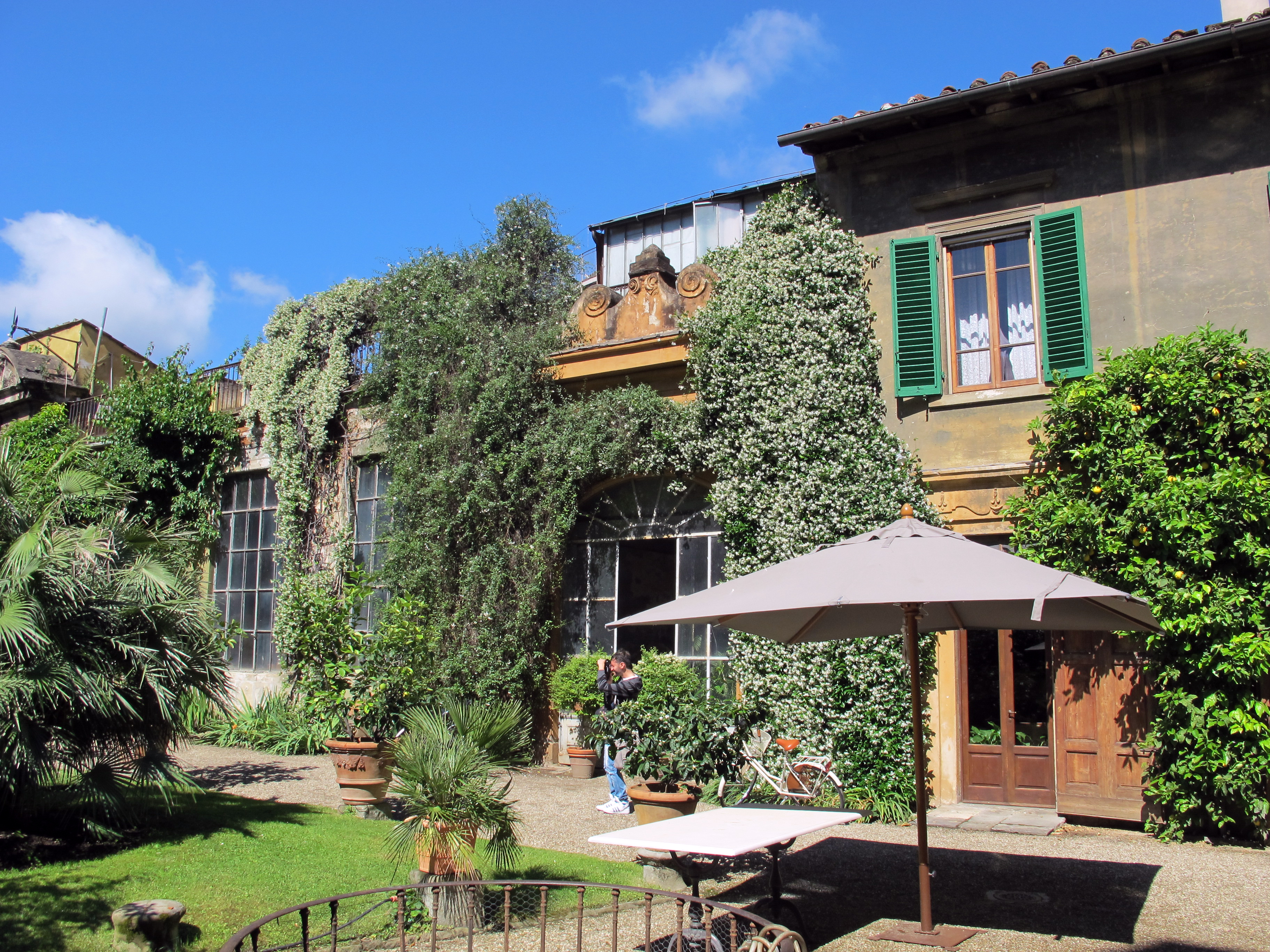
Giardino

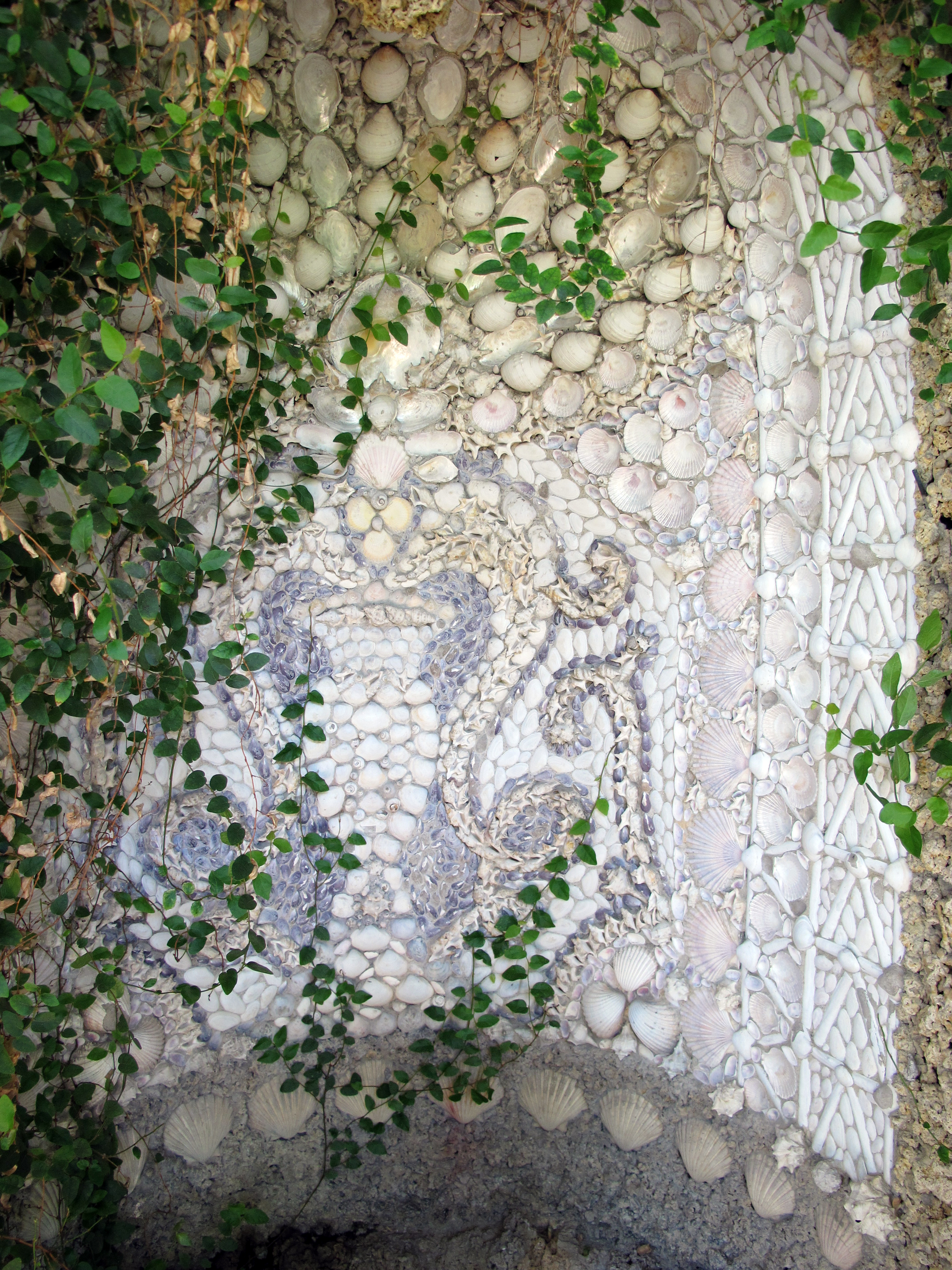
Fontanella nel giardino

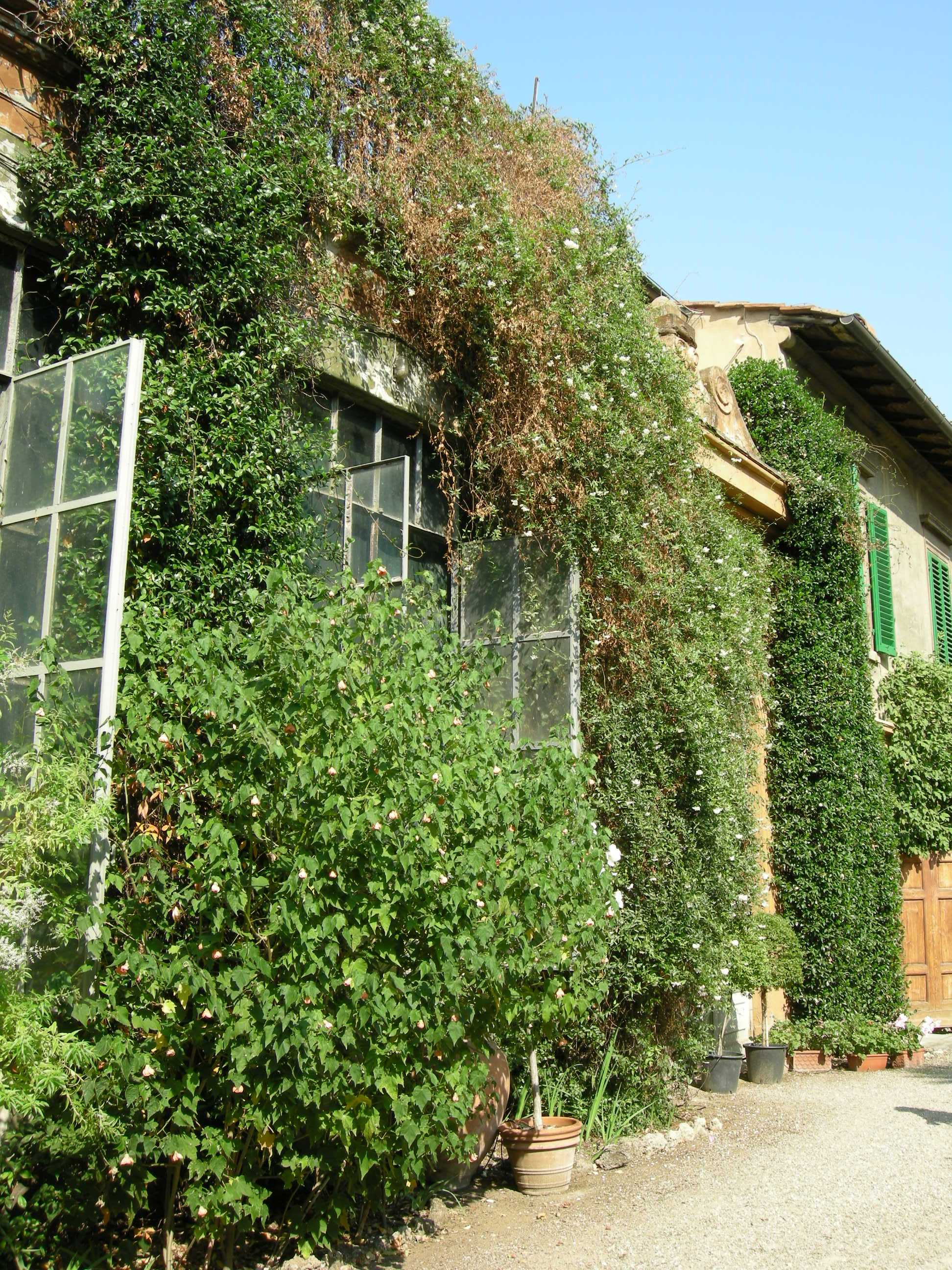
La limonaia